# Joonas Korpisalo
Joonas Korpisalo (Pori, Finlandia, 28 de abril de 1994), apodado Korpi o Magikorp, es un jugador profesional finlandés de hockey sobre hielo que se desempeña en la posición de guardameta en Boston Bruins, equipo de la National Hockey League (NHL).

## Carrera
Fue seleccionado en la tercera ronda en la NHL Entry Draft de 2012. En 2015 hizo su debut profesional con el equipo Columbus Blue Jackets, en el cual jugó ocho temporadas (2015-2022), después pasó a Los Angeles Kings (2022-2023), luego a Ottawa Senators, donde lleva jugando una temporada.